# 炮台“三日红”旧址
炮台“三日红”旧址，位于中国广东省揭阳市揭东县炮台镇。1990年，列入揭东县文物保护单位；2009年8月，列入揭阳市文物保护单位。
炮台“三日红”旧址的历史年代为1926年。